# Saccharose

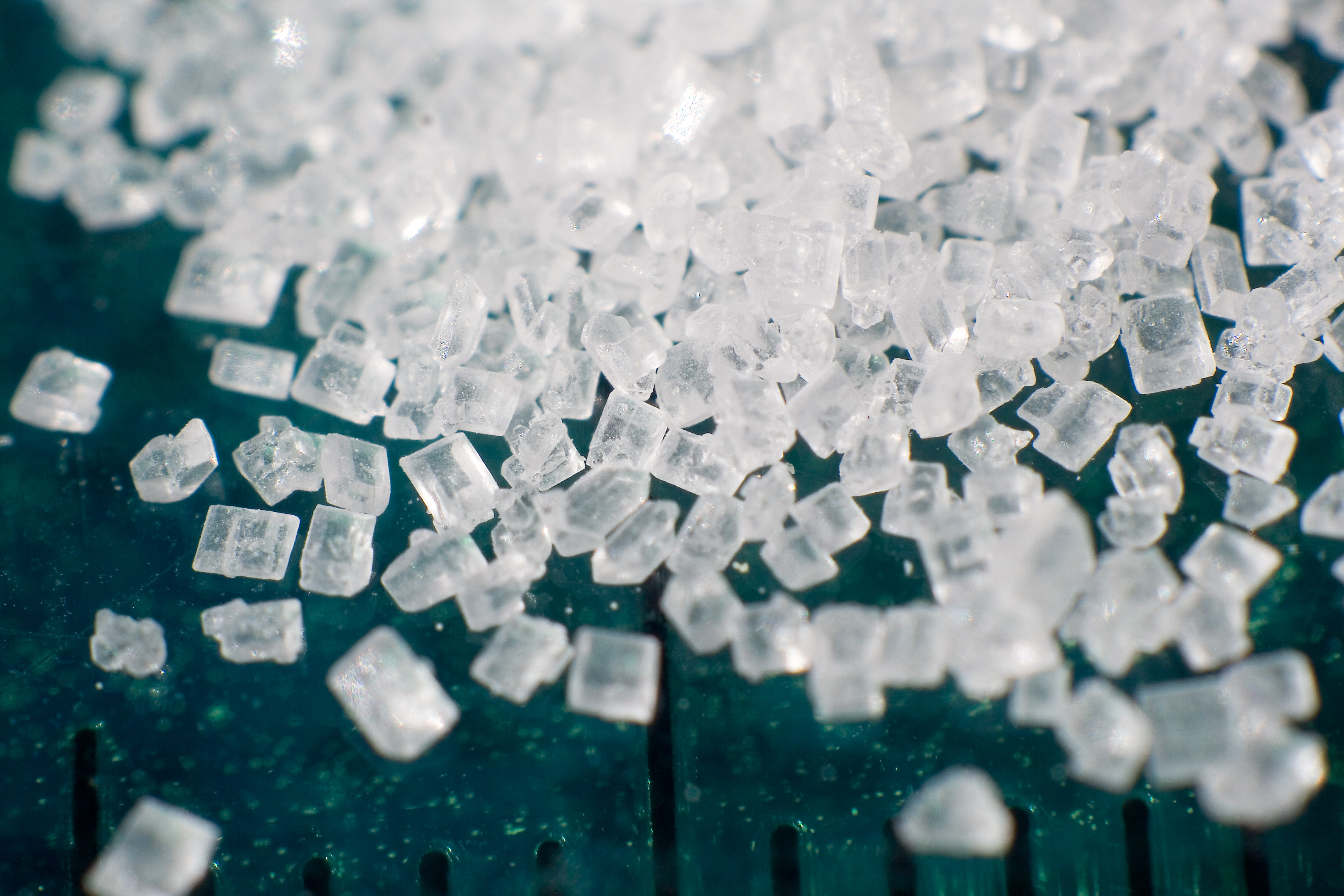
Cristaux de sucre blanc.

Le saccharose, saccarose ou sucrose est un sucre à la saveur douce. Extrait de certaines plantes, principalement de la canne à sucre, de la betterave sucrière ou encore des érables, il est très largement utilisé pour l'alimentation humaine. Il s'agit d'un diholoside constitué de glucose et de fructose dont le nom normalisé est « α-D-glucopyranosyl-(1↔2)-β-D-fructofuranoside », couramment abrégé en « Glc-Fru ». En anglais, il est appelé sucrose, d'où l'abréviation « Suc » parfois rencontrée dans la littérature pour désigner ce composé.
Les glucides, et notamment le saccharose, étaient jadis appelés hydrates de carbone en raison d'une ancienne expérience de déshydratation du sucre blanc par de l'acide sulfurique concentré, au cours de laquelle le saccharose, de formule brute C12H22O11, était décomposé en eau H2O et en noir de carbone. On en avait déduit de manière erronée que la formule du saccharose pouvait s'écrire (H2O)11C12, correspondant à un hydrate de carbone. Cette appellation est devenue obsolète à la suite des travaux de Walter Norman Haworth qui ont établi, au début du XXe siècle, la structure des glucides, et est tombée en désuétude depuis lors. Le terme est cependant toujours en usage dans le monde anglophone.

## Propriétés

### Structure
La molécule de saccharose est un diholoside formé d'un résidu de glucose et d'un résidu de fructose liés par une liaison osidique α(1↔2)β. Sa formule brute est C12H22O11 et sa masse molaire est de 342,3 g/mol. Contrairement à la plupart des autres diholosides, le saccharose résulte de la liaison de deux oses par leur extrémité réductrice, ce qui en fait un sucre non réducteur. Par ailleurs, seuls l'anomère α du glucopyranose et l'anomère β du fructofuranose forment le saccharose.
Le saccharose cristallise dans le système cristallin monoclinique selon le groupe d'espace P21 avec les paramètres cristallins a = 1,086 31 nm, b = 0,870 44 nm, c = 0,776 24 nm et β = 102,938°,.
La pureté du saccharose est mesurée par polarimétrie. Plus précisément, on mesure la rotation du plan de polarisation d'une lumière polarisée traversant une solution aqueuse de sucre. La rotation spécifique (en) à 20 °C mesurée à l'aide de la raie D du sodium à 589 nm est de +66,47°. Le saccharose commercial est contrôlé de cette façon. Il ne se détériore pas dans les conditions normales.
Le saccharose a cinq isomères naturels qui diffèrent par la position de la liaison osidique :
- tréhalulose ⇒ glucose α(1→1) fructose[12] ;
- turanose ⇒ glucose α(1→3) fructose[13] (diholoside réducteur) ;
- maltulose ⇒ glucose α(1→4) fructose[14] ;
- leucrose ⇒ glucose α(1→5) fructose[12] (diholoside réducteur) ;
- isomaltulose (palatinose) ⇒ glucose α(1→6) fructose[15] (diholoside réducteur).

### Réactions avec le saccharose
Différentes transformations chimiques utilisant le saccharose en tant que réactif sont envisageables :

#### Décomposition thermique
La décomposition thermique du saccharose peut être représentée comme une réaction en deux étapes :
- d'abord une déshydratation (par l'acide sulfurique H2SO4) produisant eau et noir de carbone :

C12H22O11 → 12 C + 11 H2O ;
- puis l'oxydation (avec le dioxygène de l'air) du carbone en dioxyde de carbone :

12 C + 12 O2 → 12 CO2.

#### Caramélisation
Il y a décomposition du saccharose en glucose et fructose par hydrolyse autour de 150°C. Entre 160°C et 186°C les produits de la décomposition réagissent et se transforment en caramel (oligosaccharide et polydextrose). On a cru à tort que le sucre ne fondait pas, mais cela a été démenti en 2012.

#### Combustion
Le saccharose brûle, selon une réaction exothermique, en formant de l'eau et du dioxyde de carbone, comme le font tous les glucides.

#### Avec l'acide chlorique
Avec l'acide chlorique HClO3, le saccharose libère de l'eau, du dioxyde de carbone et du chlorure d'hydrogène (HCl) :
8 HClO3 + C12H22O11 → 11 H2O + 12 CO2 + 8 HCl.

### Propriétés chimiques
Le saccharose est un sucre non réducteur, le carbone hémiacétalique du glucose et le carbone hémiacétalique du fructose sont impliqués dans la liaison osidique. Il est non hygroscopique et ne peut effectuer de mutarotation.

#### Hydrolyse
L'hydrolyse du saccharose a pour effet de rompre la liaison osidique en libérant du glucose et du fructose en quantités équimolaires. Cette réaction est cependant si lente qu'une solution aqueuse de saccharose peut demeurer pratiquement stable pendant des années. En revanche, elle est bien plus rapide en présence d'une saccharase (saccharase-isomaltase, invertase, saccharose alpha-glucosidase) ou d'un acide tel que le bitartrate de potassium HOOC–CHOH–CHOH–COOK ou le jus de citron, qui sont des acides faibles. La même chose se produit dans le suc gastrique, qui participe à la digestion en hydrolysant les glucides comme le saccharose.
L'action de l'invertase sur le saccharose donne du sucre inverti, composé de quantités égales de glucose et de fructose.

#### Biosynthèse du saccharose
La biosynthèse du saccharose est réalisée par la saccharose-phosphate synthase à partir d'UDP-glucose et de fructose-6-phosphate. L'énergie nécessaire à cette réaction provient du clivage de l'UDP. Le saccharose est produit par des plantes et des cyanobactéries mais pas par les autres êtres vivants. Il est présent naturellement avec le fructose dans de nombreuses plantes consommées dans l'alimentation humaine. C'est le glucide principal de nombreux fruits tels que l'ananas et l'abricot ; d'autres fruits, tels que la poire et le raisin, ont le fructose comme principal glucide.
La synthèse totale du saccharose a été réalisée par le chimiste canadien Raymond Lemieux en 1953.

### Propriétés physiques
Le saccharose caramélise à 160 °C.
La variation de la solubilité avec la température est donnée dans le tableau ci-dessous :
| Variation de la solubilité du saccharose dans l'eau en fonction de la température | Variation de la solubilité du saccharose dans l'eau en fonction de la température | Variation de la solubilité du saccharose dans l'eau en fonction de la température | Variation de la solubilité du saccharose dans l'eau en fonction de la température |
| Température                                                                       | g de saccharose/g d'eau                                                           | Pourcentage massique                                                              | Pourcentage molaire                                                               |
| --------------------------------------------------------------------------------- | --------------------------------------------------------------------------------- | --------------------------------------------------------------------------------- | --------------------------------------------------------------------------------- |
| −10 °C                                                                            | 1,7615                                                                            | 63,79 %m                                                                          | 8,484 %mol                                                                        |
| −5 °C                                                                             | 1,7837                                                                            | 64,08 %m                                                                          | 8,582 %mol                                                                        |
| 0 °C                                                                              | 1,8127                                                                            | 64,45 %m                                                                          | 8,710 %mol                                                                        |
| 5 °C                                                                              | 1,8489                                                                            | 64,90 %m                                                                          | 8,868 %mol                                                                        |
| 10 °C                                                                             | 1,8926                                                                            | 65,43 %m                                                                          | 9,059 %mol                                                                        |
| 15 °C                                                                             | 1,9443                                                                            | 66,04 %m                                                                          | 9,283 %mol                                                                        |
| 20 °C                                                                             | 2,0047                                                                            | 66,72 %m                                                                          | 9,544 %mol                                                                        |
| 25 °C                                                                             | 2,0741                                                                            | 67,47 %m                                                                          | 9,842 %mol                                                                        |
| 30 °C                                                                             | 2,1535                                                                            | 68,29 %m                                                                          | 10,180 %mol                                                                       |
| 35 °C                                                                             | 2,2435                                                                            | 69,17 %m                                                                          | 10,561 %mol                                                                       |
| 40 °C                                                                             | 2,3450                                                                            | 70,10 %m                                                                          | 10,986 %mol                                                                       |
| 45 °C                                                                             | 2,4589                                                                            | 71,09 %m                                                                          | 11,459 %mol                                                                       |
| 50 °C                                                                             | 2,5863                                                                            | 72,12 %m                                                                          | 11,981 %mol                                                                       |
| 55 °C                                                                             | 2,7282                                                                            | 73,18 %m                                                                          | 12,556 %mol                                                                       |
| 60 °C                                                                             | 2,8857                                                                            | 74,26 %m                                                                          | 13,185 %mol                                                                       |
| 65 °C                                                                             | 3,0598                                                                            | 75,37 %m                                                                          | 13,871 %mol                                                                       |
| 70 °C                                                                             | 3,2515                                                                            | 76,48 %m                                                                          | 14,613 %mol                                                                       |
| 75 °C                                                                             | 3,4616                                                                            | 77,59 %m                                                                          | 15,411 %mol                                                                       |
| 80 °C                                                                             | 3,6901                                                                            | 78,68 %m                                                                          | 16,263 %mol                                                                       |
| 85 °C                                                                             | 3,9368                                                                            | 79,74 %m                                                                          | 17,164 %mol                                                                       |
| 90 °C                                                                             | 4,2003                                                                            | 80,77 %m                                                                          | 18,104 %mol                                                                       |
| 95 °C                                                                             | 4,4775                                                                            | 81,74 %m                                                                          | 19,071 %mol                                                                       |
| 100 °C                                                                            | 4,7637                                                                            | 82,65 %m                                                                          | 20,046 %mol                                                                       |
| 105 °C                                                                            | 5,0335                                                                            | 83,43 %m                                                                          | 20,944 %mol                                                                       |
| 110 °C                                                                            | 5,4499                                                                            | 84,50 %m                                                                          | 22,290 %mol                                                                       |
| 115 °C                                                                            | 5,9347                                                                            | 85,58 %m                                                                          | 23,801 %mol                                                                       |
| 120 °C                                                                            | 6,5062                                                                            | 86,68 %m                                                                          | 25,508 %mol                                                                       |
| 125 °C                                                                            | 7,1895                                                                            | 87,79 %m                                                                          | 27,452 %mol                                                                       |
| 130 °C                                                                            | 8,0211                                                                            | 88,91 %m                                                                          | 29,685 %mol                                                                       |

La solubilité du saccharose dans les solvants non aqueux est généralement inférieure. De plus, le saccharose n'est pas soluble dans les solvants non polaires. Des valeurs élevées sont obtenues avec l'ammoniac condensé (72 %), le diméthylsulfoxyde (42 %) et la méthylamine (> 25 %). On obtient des valeurs plus basses avec le dioxyde de soufre liquide, les acides formique et acétique, le diméthylformamide, la pyridine (6 %), le propylène glycol, le glycérol (7 %), le méthanol, l'éthanol, l'acétone et le dioxane.
Le taux de sucre est donné par le degré Brix (qui correspond au pourcentage massique à 20 °C). On peut évaluer la concentration d'une solution aqueuse en mesurant la densité à l'aide d'un mustimètre ou l'indice de réfraction à l'aide d'un réfractomètre.
La variation de quelques propriétés de la solution aqueuse à 20 °C est donnée dans le tableau ci-dessous :
| Variation de quelques propriétés d'une solution aqueuse de saccharose à 20 °C | Variation de quelques propriétés d'une solution aqueuse de saccharose à 20 °C | Variation de quelques propriétés d'une solution aqueuse de saccharose à 20 °C | Variation de quelques propriétés d'une solution aqueuse de saccharose à 20 °C | Variation de quelques propriétés d'une solution aqueuse de saccharose à 20 °C | Variation de quelques propriétés d'une solution aqueuse de saccharose à 20 °C | Variation de quelques propriétés d'une solution aqueuse de saccharose à 20 °C |
| Pourcentage massique                                                          | Molalité (mol/kg d'eau)                                                       | Molarité (mol/L de solution)                                                  | Masse volumique                                                               | Indice de réfraction                                                          | Température de solidification                                                 | Viscosité dynamique                                                           |
| ----------------------------------------------------------------------------- | ----------------------------------------------------------------------------- | ----------------------------------------------------------------------------- | ----------------------------------------------------------------------------- | ----------------------------------------------------------------------------- | ----------------------------------------------------------------------------- | ----------------------------------------------------------------------------- |
| 0,5 %m                                                                        | 0,015 mol kg−1                                                                | 0,015 mol l−1                                                                 | 1,000 2 g cm−3                                                                | {\displaystyle n_{D}^{20}} 1,333 7                                            | −0,03 °C                                                                      | 1,015 mPa s                                                                   |
| 1 %m                                                                          | 0,03 mol kg−1                                                                 | 0,029 mol l−1                                                                 | 1,002 1 g cm−3                                                                | {\displaystyle n_{D}^{20}} 1,334 4                                            | −0,06 °C                                                                      | 1,028 mPa s                                                                   |
| 2 %m                                                                          | 0,06 mol kg−1                                                                 | 0,059 mol l−1                                                                 | 1,006 g cm−3                                                                  | {\displaystyle n_{D}^{20}} 1,335 9                                            | −0,11 °C                                                                      | 1,055 mPa s                                                                   |
| 3 %m                                                                          | 0,09 mol kg−1                                                                 | 0,089 mol l−1                                                                 | 1,009 9 g cm−3                                                                | {\displaystyle n_{D}^{20}} 1,337 3                                            | −0,17 °C                                                                      | 1,084 mPa s                                                                   |
| 4 %m                                                                          | 0,122 mol kg−1                                                                | 0,118 mol l−1                                                                 | 1,013 9 g cm−3                                                                | {\displaystyle n_{D}^{20}} 1,338 8                                            | −0,23 °C                                                                      | 1,114 mPa s                                                                   |
| 5 %m                                                                          | 0,154 mol kg−1                                                                | 0,149 mol l−1                                                                 | 1,017 8 g cm−3                                                                | {\displaystyle n_{D}^{20}} 1,340 3                                            | −0,29 °C                                                                      | 1,146 mPa s                                                                   |
| 6 %m                                                                          | 0,186 mol kg−1                                                                | 0,179 mol l−1                                                                 | 1,021 8 g cm−3                                                                | {\displaystyle n_{D}^{20}} 1,341 8                                            | −0,35 °C                                                                      | 1,179 mPa s                                                                   |
| 7 %m                                                                          | 0,22 mol kg−1                                                                 | 0,21 mol l−1                                                                  | 1,025 9 g cm−3                                                                | {\displaystyle n_{D}^{20}} 1,343 3                                            | −0,42 °C                                                                      | 1,215 mPa s                                                                   |
| 8 %m                                                                          | 0,254 mol kg−1                                                                | 0,241 mol l−1                                                                 | 1,029 9 g cm−3                                                                | {\displaystyle n_{D}^{20}} 1,344 8                                            | −0,49 °C                                                                      | 1,254 mPa s                                                                   |
| 9 %m                                                                          | 0,289 mol kg−1                                                                | 0,272 mol l−1                                                                 | 1,034 g cm−3                                                                  | {\displaystyle n_{D}^{20}} 1,346 3                                            | −0,55 °C                                                                      | 1,294 mPa s                                                                   |
| 10 %m                                                                         | 0,325 mol kg−1                                                                | 0,303 mol l−1                                                                 | 1,038 1 g cm−3                                                                | {\displaystyle n_{D}^{20}} 1,347 8                                            | −0,63 °C                                                                      | 1,336 mPa s                                                                   |
| 12 %m                                                                         | 0,398 mol kg−1                                                                | 0,367 mol l−1                                                                 | 1,046 5 g cm−3                                                                | {\displaystyle n_{D}^{20}} 1,350 9                                            | −0,77 °C                                                                      | 1,429 mPa s                                                                   |
| 14 %m                                                                         | 0,476 mol kg−1                                                                | 0,431 mol l−1                                                                 | 1,054 9 g cm−3                                                                | {\displaystyle n_{D}^{20}} 1,354 1                                            | −0,93 °C                                                                      | 1,534 mPa s                                                                   |
| 16 %m                                                                         | 0,556 mol kg−1                                                                | 0,497 mol l−1                                                                 | 1,063 5 g cm−3                                                                | {\displaystyle n_{D}^{20}} 1,357 3                                            | −1,1 °C                                                                       | 1,653 mPa s                                                                   |
| 18 %m                                                                         | 0,641 mol kg−1                                                                | 0,564 mol l−1                                                                 | 1,072 2 g cm−3                                                                | {\displaystyle n_{D}^{20}} 1,360 6                                            | −1,27 °C                                                                      | 1,79 mPa s                                                                    |
| 20 %m                                                                         | 0,73 mol kg−1                                                                 | 0,632 mol l−1                                                                 | 1,081 g cm−3                                                                  | {\displaystyle n_{D}^{20}} 1,363 9                                            | −1,47 °C                                                                      | 1,945 mPa s                                                                   |
| 22 %m                                                                         | 0,824 mol kg−1                                                                | 0,7 mol l−1                                                                   | 1,089 9 g cm−3                                                                | {\displaystyle n_{D}^{20}} 1,367 2                                            | −1,67 °C                                                                      | 2,124 mPa s                                                                   |
| 24 %m                                                                         | 0,923 mol kg−1                                                                | 0,771 mol l−1                                                                 | 1,099 g cm−3                                                                  | {\displaystyle n_{D}^{20}} 1,370 6                                            | −1,89 °C                                                                      | 2,331 mPa s                                                                   |
| 26 %m                                                                         | 1,026 mol kg−1                                                                | 0,842 mol l−1                                                                 | 1,108 2 g cm−3                                                                | {\displaystyle n_{D}^{20}} 1,374 1                                            | −2,12 °C                                                                      | 2,573 mPa s                                                                   |
| 28 %m                                                                         | 1,136 mol kg−1                                                                | 0,914 mol l−1                                                                 | 1,117 5 g cm−3                                                                | {\displaystyle n_{D}^{20}} 1,377 6                                            | −2,37 °C                                                                      | 2,855 mPa s                                                                   |
| 30 %m                                                                         | 1,252 mol kg−1                                                                | 0,988 mol l−1                                                                 | 1,127 g cm−3                                                                  | {\displaystyle n_{D}^{20}} 1,381 2                                            | −2,64 °C                                                                      | 3,187 mPa s                                                                   |
| 32 %m                                                                         | 1,375 mol kg−1                                                                | 1,063 mol l−1                                                                 | 1,136 6 g cm−3                                                                | {\displaystyle n_{D}^{20}} 1,384 8                                            | −2,94 °C                                                                      | 3,762 mPa s                                                                   |
| 34 %m                                                                         | 1,505 mol kg−1                                                                | 1,139 mol l−1                                                                 | 1,146 4 g cm−3                                                                | {\displaystyle n_{D}^{20}} 1,388 5                                            | −3,27 °C                                                                      | 4,052 mPa s                                                                   |
| 36 %m                                                                         | 1,643 mol kg−1                                                                | 1,216 mol l−1                                                                 | 1,156 2 g cm−3                                                                | {\displaystyle n_{D}^{20}} 1,392 2                                            | −3,63 °C                                                                      | 4,621 mPa s                                                                   |
| 38 %m                                                                         | 1,791 mol kg−1                                                                | 1,295 mol l−1                                                                 | 1,166 3 g cm−3                                                                | {\displaystyle n_{D}^{20}} 1,396                                              | −4,02 °C                                                                      | 5,315 mPa s                                                                   |
| 40 %m                                                                         | 1,948 mol kg−1                                                                | 1,375 mol l−1                                                                 | 1,176 5 g cm−3                                                                | {\displaystyle n_{D}^{20}} 1,399 9                                            | −4,45 °C                                                                      | 6,162 mPa s                                                                   |
| 42 %m                                                                         | 2,116 mol kg−1                                                                | 1,456 mol l−1                                                                 | 1,186 8 g cm−3                                                                | {\displaystyle n_{D}^{20}} 1,403 8                                            | −4,93 °C                                                                      | 7,234 mPa s                                                                   |
| 44 %m                                                                         | 2,295 mol kg−1                                                                | 1,539 mol l−1                                                                 | 1,197 2 g cm−3                                                                | {\displaystyle n_{D}^{20}} 1,407 8                                            |                                                                               | 8,596 mPa s                                                                   |
| 46 %m                                                                         | 2,489 mol kg−1                                                                | 1,623 mol l−1                                                                 | 1,207 9 g cm−3                                                                | {\displaystyle n_{D}^{20}} 1,411 8                                            |                                                                               | 10,301 mPa s                                                                  |
| 48 %m                                                                         | 2,697 mol kg−1                                                                | 1,709 mol l−1                                                                 | 1,218 6 g cm−3                                                                | {\displaystyle n_{D}^{20}} 1,415 9                                            |                                                                               | 12,515 mPa s                                                                  |
| 50 %m                                                                         | 2,921 mol kg−1                                                                | 1,796 mol l−1                                                                 | 1,229 5 g cm−3                                                                | {\displaystyle n_{D}^{20}} 1,420 1                                            |                                                                               | 15,431 mPa s                                                                  |
| 60 %m                                                                         | 4,382 mol kg−1                                                                | 2,255 mol l−1                                                                 | 1,286 4 g cm−3                                                                | {\displaystyle n_{D}^{20}} 1,441 9                                            |                                                                               | 58,487 mPa s                                                                  |
| 70 %m                                                                         | 6,817 mol kg−1                                                                | 2,755 mol l−1                                                                 | 1,347 2 g cm−3                                                                | {\displaystyle n_{D}^{20}} 1,465 4                                            |                                                                               | 481,561 mPa s                                                                 |
| 80 %m                                                                         | 11,686 mol kg−1                                                               | 3,299 mol l−1                                                                 | 1,411 7 g cm−3                                                                | {\displaystyle n_{D}^{20}} 1,490 6                                            |                                                                               |                                                                               |

### Propriétés édulcorantes
Le pouvoir sucrant du saccharose sert de référence dans l'échelle des produits sucrants, c'est-à-dire qu'il est considéré comme égal à 1 par convention. Le seuil de reconnaissance moyen du saccharose est de 0,017 mol/l (5,82 g/l).

## Sources de saccharose
Dans la nature, le saccharose est présent dans un grand nombre de plantes et notamment dans leurs racines, leurs fruits et leur nectar, où il sert à stocker l'énergie issue de la photosynthèse. De nombreux mammifères, oiseaux, insectes et bactéries se nourrissent du saccharose des plantes, certains en faisant même leur aliment principal. Les abeilles jouent à cet égard un rôle particulier dans l'alimentation humaine en produisant du miel, consommé dans toutes les parties du monde, à partir de ce nectar. Cependant, les sucres du miel sont très majoritairement du glucose et du fructose, avec seulement des traces de saccharose.
Lors du mûrissement des fruits, le taux de saccharose croît généralement très rapidement, mais certains fruits ne contiennent quasiment pas de saccharose. C'est, par exemple, le cas du raisin, des cerises, les bleuets (myrtilles), les mûres, les figues, les grenades, les tomates, les avocats, les citrons et les limes.[pas clair]}
Le sucrose, prélevé de l’érable par les acériculteurs, protège l’érable du froid. L’arbre libère cette molécule quand les températures sont plus clémentes et s’hydrate avec l’eau du sol qui dégèle au printemps Dit autrement au niveau cellulaire, selon Catherine Morin du musée de la bio-diversité du Québec : « avant l'hiver, l'arbre emmagasine du sucre sous forme d'amidon dans des cellules spéciales entre le phloème et le xylème. Lors de la période de dégel, des enzymes vont transformer l'amidon en sucrose, qui sera ensuite transporté par le xylème en attendant que le phloème dégèle complètement. Les sucres doivent être transportés pour fournir de l’énergie aux branches qui vont produire les bourgeons. C’est donc le xylème qui s’en charge et c’est pourquoi la sève que l’on récolte au printemps est sucrée et qu’elle ne l’est pas le reste de l’année ».

## Utilisations en agroalimentaire

### Le sucre ingrédient alimentaire majeur
Le saccharose est l'un des ingrédients les plus utilisés dans l'industrie agroalimentaire. Il constitue la base de certains secteurs comme la confiserie, la pâtisserie, l'industrie des confitures, et des boissons.
Dans l'industrie pharmaceutique, il est utilisé comme excipient.

### Physico-chimie
Le saccharose est très soluble dans l'eau, et sa solubilité augmente avec la température. Il est relativement stable, il peut cependant fermenter (une évolution indésirable en général, sauf pour les boissons alcoolisées) ou s'hydroliser (s'invertir, dans le langage des confiseurs) en glucose et fructose, ce phénomène étant contrôlable.
Lors de son utilisation dans l'industrie des boissons, le saccharose peut s'invertir tout seul lors du traitement thermique. De plus, le sucre inverti étant plus soluble que le saccharose, en sa présence, il peut jouer le rôle de rétenteur d'eau et empêcher la cristallisation de ce dernier.
Le saccharose diminue l'activité de l'eau des produits qui en contiennent beaucoup, permettant ainsi leur conservation.
Il peut aussi être utilisé en tant qu'adjuvant de texture, pour ses qualités d'agglomérant.

### Granulométrie
Les différentes tailles de cristaux suivant les besoins de l'industrie :
- sucre cristallisé ;
- sucre semoule ;
- sucre glace ;
- sucre grain.

## Utilisation en fermentation
Le saccharose est l'un des substrats de fermentation les plus classiques. De nombreux micro-organismes peuvent le fermenter, dont le très étudié Saccharomyces cerevisiae.

## Utilisation en agriculture
Le saccharose possède un usage en agriculture. La pulvérisation de très faibles doses de sucres solubles en arboriculture possède un effet insectifuge en modifiant la perception de la plante par les insectes ravageurs.

## Nutrition et santé
Voir Sucre/Nutrition et Sucre/Santé.